# シュリーレン現象

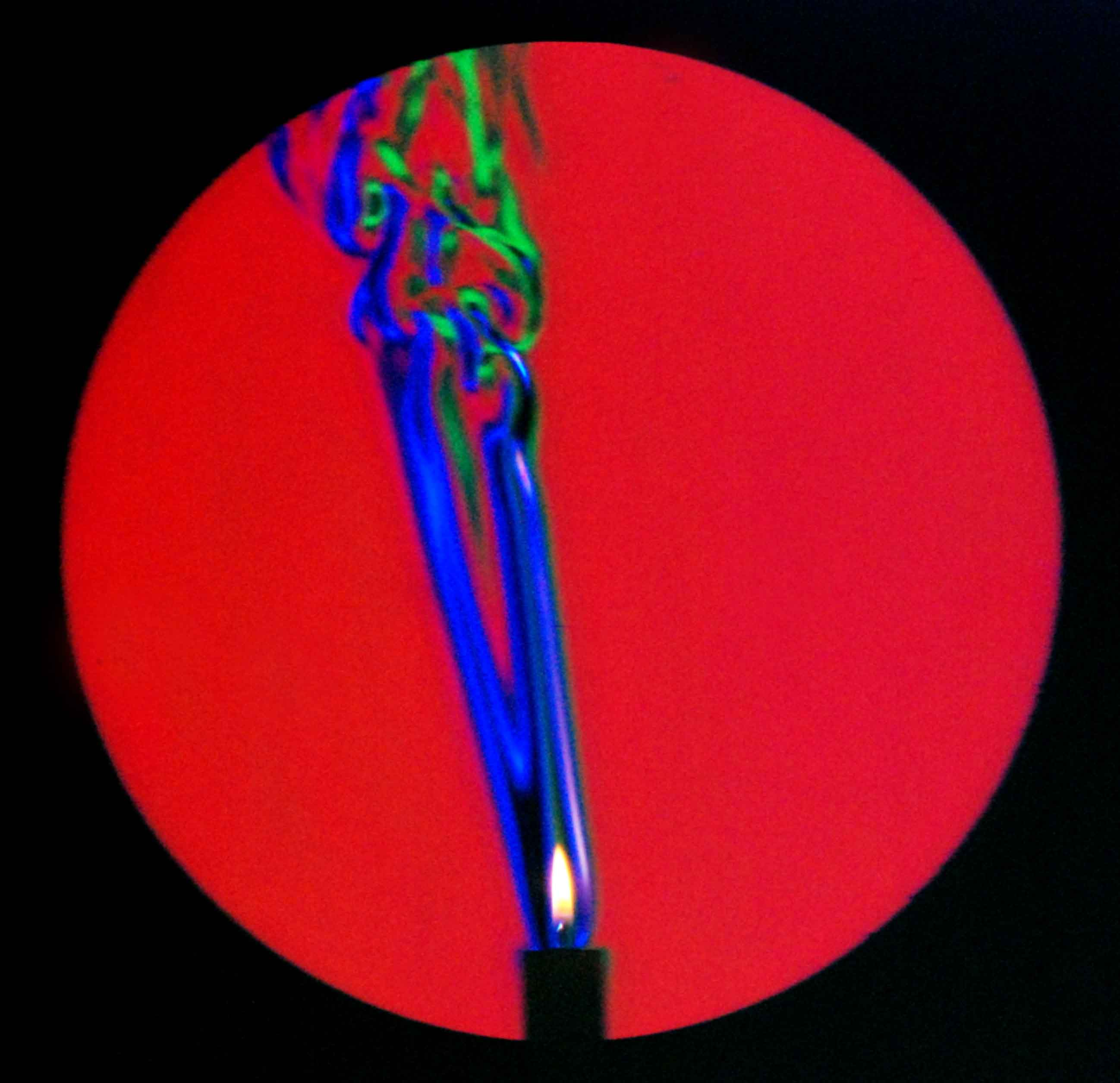
シュリーレン現象の例。火のついたろうそくの周囲の気流をカラー化したもの

シュリーレン現象（シュリーレンげんしょう）とは、透明な媒質の中で場所により屈折率が違うときに、その部分にしま模様やもや状の影が見える現象である。屈折率の差が大きければ肉眼でも観測される。この現象を利用した流体の光学的観測法をシュリーレン法と呼ぶ。シュリーレンはドイツ語の Schlieren（むら）に由来する。
砂糖や食塩などの結晶を水中に入れて放置したり、溶質の濃度が大きく異なる2種類の水溶液を混合したときに発生するもやのようなゆらぎはシュリーレン現象である。
また、暑い日、長時間直射日光が当たった自動車などの上に、もやのようなものが立ち上ることがあるが、これは温度によって空気の密度が異なることで屈折率が変わり生じるもので、シュリーレン現象の1つである。これは陽炎と呼ばれている。

## シュリーレン法

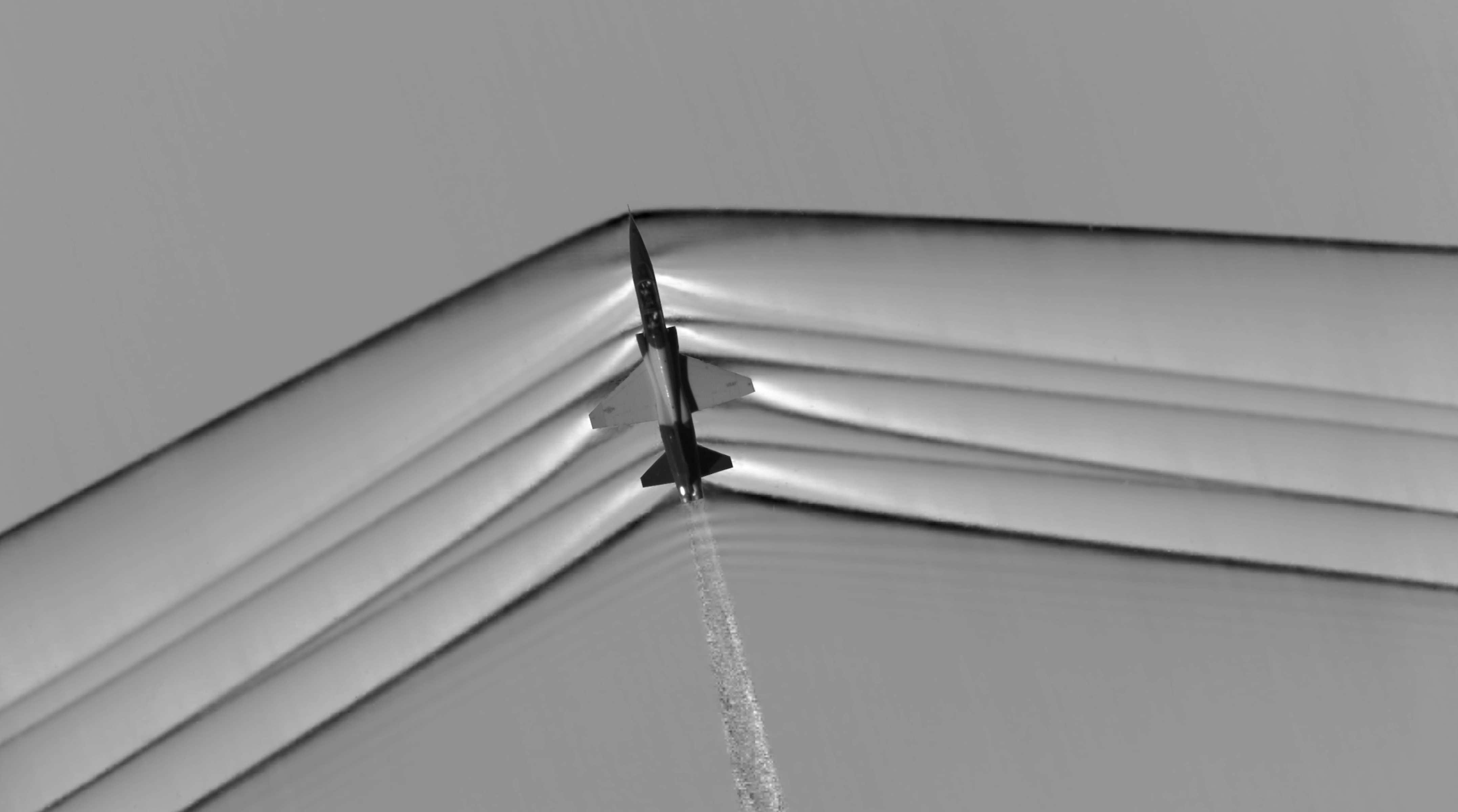
BOS法で可視化されたT-38Cの衝撃波

点光源の光をコリメーター（凸レンズや凹面鏡）で平行光線にして対象となる物体を通し、ふたたびコリメーターを通すと一点に集光するが、対象物体に屈折率のむらがあると光線の波面が歪むので焦点がずれる。そこで焦点位置にナイフエッジを置くと、ずれた光が遮られるので、屈折率のむらを明暗として観察できる。
飛行中の航空機を観測する際には太陽を光源とするが撮影は太陽面通過時に限られていた。2015年にアメリカ航空宇宙局のアームストロング飛行研究センターによりフィルターを利用して複数回の撮影を可能とした『背景指向シュリーレン（BOS）法』が開発された。